# Leo van Dorst
Aloysius Jacobus Antonius (Leo) van Dorst (Heusdenhout, 21 januari 1949) is een Nederlands jurist en voormalig raadsheer in en vicepresident van de Hoge Raad der Nederlanden.
Van Dorst studeerde rechtsgeleerdheid aan de Katholieke Hogeschool Tilburg (tegenwoordig Tilburg University), waar hij in 1973 cum laude slaagde. Na zijn studie werd hij eerst waarnemend griffier bij de Rechtbank 's-Hertogenbosch, en in 1978 was hij gerechtsauditeur bij de Hoge Raad. Tegelijkertijd werkte hij in Tilburg aan zijn proefschrift De verjaring van het recht tot strafvordering, waar hij in 1985 bij W. Nieboer cum laude op promoveerde. Tijdens zijn promotieonderzoek was Van Dorst bovendien rechter-plaatsvervanger bij de Rechtbank Dordrecht en vanaf 1982 rechter bij de Rechtbank Haarlem. In 1987 werd hij benoemd tot raadsheer bij het Gerechtshof 's-Gravenhage. In 1993 werd hij vervolgens advocaat-generaal bij de Hoge Raad. Op 29 juni 1999 werd hij voorgedragen voor benoeming tot raadsheer in de Hoge Raad, in de vacature ontstaan door het ontslag van Nico Schipper. Zijn benoeming in die functie volgde op 28 juli van dat jaar. Op 1 november 2008 werd hij benoemd tot vicepresident en voorzitter van de strafkamer, een functie die hij tot 2017 zou vervullen. Op 1 september 2017 werd hij als vicepresident opgevolgd door Jaap de Hullu en keerde zelf terug naar de functie van raadsheer. Eind 2019 ging Van Dorst definitief met pensioen; hij werd als raadsheer opgevolgd door Martin Kuijer.
- Library of Congress Control Number: n78040612
- Nederlandse Thesaurus van Auteursnamen: 069120404
- Virtual International Authority File: 3732004
- WorldCat: E39PBJwthQQRMm9tP9ffmR7GpP